# Autopolis
Autopolis (jap. オートポリス, Ōtoporisu) ist eine internationale Rennstrecke im heutigen Ortsteil Kamitsuemachi-Kaminoda der Stadt Hita in der Präfektur Ōita auf der südlichsten japanischen Hauptinsel Kyūshū in Japan. Die Strecke wurde 1990 eröffnet und wird heutzutage für nationale Rennserien verwendet.

## Geschichte

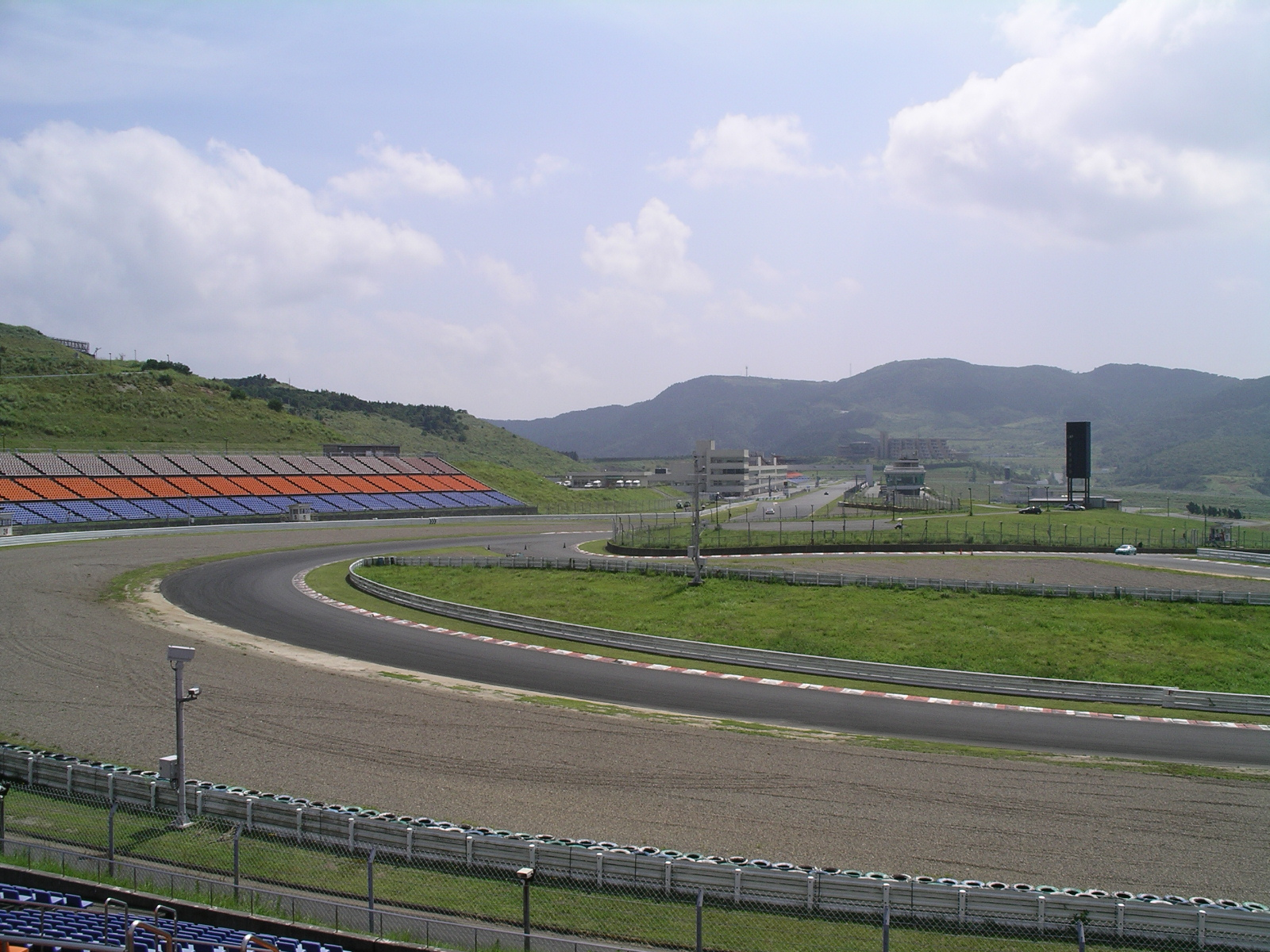
Blick auf die Start-Ziel-Gerade von Autopolis

Die Strecke befindet sich im Aso-Kujū-Nationalpark und wurde für geschätzte 500 Millionen US-Dollar von Immobilien-Händler und Investment-Banker Tomonori Tsurumaki in Auftrag gegeben. Tsurumaki hatte 1989 für Aufsehen gesorgt, als er via Telefon aus einem Hotel in Tokyo bei einer Auktion in Paris ein Gemälde von Pablo Picasso für 51,3 Millionen US-Dollar ersteigerte. Daraufhin kündigte er an, das Gemälde in der Kunstgalerie der Rennstrecke aufhängen zu wollen, welche sich zu dem Zeitpunkt im Bau befand. Danach wurde die Kunstgalerie mit weiteren Gemälden von renommierten Künstlern versehen.
Die Strecke wurde von Yoshitoshi Sakurai entworfen, der der Projektleiter von Honda F1 in den 1960er Jahren war. Von Anfang an und bis heute ist die abgelegene Lage der Strecke ein Problem. Die rund 800 Meter über dem Meeresspiegel gelegene Rennstrecke ist nur über relativ schmale, kurvenreiche Bergstraßen zu erreichen und liegt weit von allen wichtigen Orten entfernt. Kikuchi, die nächstgelegene Stadt, ist 40 Autominuten entfernt, während die etwas größere Stadt Hita mindestens eine Autostunde entfernt ist.
Für das Eröffnungsrennen bestellte Tsurumaki 30 „Sabre Cars“, bei welchem eingeladene CART-Fahrer wie Stan Fox, Johnny Rutherford, Dick Simon, Gary Bettenhausen und Tony Bettenhausen gegen lokale, japanische Fahrer antraten. Danach plante Tsurumaki eine Rennserie mit diesen Fahrzeugen unter dem Namen Formula Crane 45, die 1991 aber nur einige wenige Rennen mit kleinem Teilnehmerfeld fuhr.
Die Veranstalter wollten die Formel 1 nach Autopolis holen und so beschloss man, als Sponsor bei Benetton in den Jahren 1990 und 1991 in Erscheinung zu treten. Kritisiert wurde aber weiterhin, dass die Strecke abgelegen von Hotels und somit nicht für die Formel 1 geeignet sei. Tsurumaki war 1992 als Gast beim Großen Preis von Portugal in Estoril. Bei seinem Aufenthalt wurden ihm Juwelen und Bargeld im Wert von 250.000 US-Dollar gestohlen.
Autopolis wurde im Entwurf der FIA für den Rennkalender der Formel 1 Saison 1993 als Großer Preis des Pazifiks aufgeführt, wurde dann aber vor der Saison wieder gestrichen. Tsurumakis Firma ging im Jahre 1993 in Konkurs. Die Strecke, mitsamt den Gemälden der Kunstgalerie, landete in den Händen der Hazama Corporation, welche für den Bau der Strecke verantwortlich war. Anstelle des Rennens in Autopolis kehrte Donington Park zurück in den Rennkalender.
Autopolis wurde 1995 für 10 % der Baukosten zum Verkauf angeboten, doch erst 2005 von Kawasaki aufgekauft.

## Die Strecke
Die 12–15 Meter breite Strecke befindet sich auf etwa 800 Metern über dem Meeresspiegel, wodurch der Luftdruck gering ist. Der Höhenunterschied zwischen den einzelnen Passagen beträgt mehr als 50 Meter. Die Länge des Hauptcircuits beträgt 4,674 m. Die Start-Zielgerade hat als längste Gerade eine Länge von 902 m. Die Boxengasse weist 46 Garagen auf.
Die Strecke lässt sich über eine Kurzanbindung an Turn 11 auf eine 3.022 km lange Kurzvariante verkürzen.
Innerhalb des Hauptcircuits liegt der separate 1,76 km lange Lakeside-Circuit der keinerlei Verbindung oder gemeinsame Streckenteile mit der Hauptstrecke besitzt und der als Trackday- und Clubsport-Strecke separat betrieben werden kann.

## Veranstaltungen
Als einziger internationaler Event fand 1991 mit dem 430-km-Rennen von Autopolis das Saisonfinale der Sportwagen-Weltmeisterschaft statt, welches von Michael Schumacher und Karl Wendlinger in einem Mercedes-Benz C291 von Sauber gewonnen wurde.
Heutzutage finden Rennen der Super GT, der Super Formula, der All Japan Road Race Championship und der Super Taikyu-Serie auf der Strecke statt.